# Kovács János (labdarúgó, 1912)
Kovács János (1912 – 1989. augusztus 1.) magyar labdarúgó.

## Sikerei, díjai
Ferencvárosi TC
- Magyar bajnokság
  - ezüstérmes: 1934–35
  - bronzérmes: 1932–33
- Magyar kupa
  - győztes: 1932–33